# Chromidotilapia linkei
Espèce
Statut de conservation UICN

 EN B1ab(iii)+2ab(iii) : En danger
Chromidotilapia linkei est une espèce de poissons de la famille des Cichlidés endémique du Cameroun.